# رضا سراج
رضا سراج با نام مستعار علوی (۱۸ مرداد ۱۳۴۴ – ۳۱ شهریور ۱۴۰۳) مأمور بلندپایه اطلاعاتی اهل ایران بود که به‌عنوان رئیس اطلاعات خارجی سازمان اطلاعات سپاه پاسداران فعالیت کرد. او در طول سه دهه فعالیت، پیش‌تر رئیس واحد عملیات ویژه سازمان اطلاعات سپاه پاسداران بود و مسئولیت مجموعه‌ای از عملیات نافرجام علیه شهروندان اسرائیلی را بر عهده داشت. او با درجه سرتیپ دوم پاسدار معرفی شده است.
سراج یکی از متهمان نقض حقوق بشر در جمهوری اسلامی ایران بود. در خرداد ۱۴۰۲، وزارت خزانه‌داری ایالات متحده او را در ارتباط با تروریسم برون‌مرزی سپاه تحریم کرد. او از سوی واشینگتن به مشارکت در توطئه‌های تروریستی در خارج از ایران علیه مقام‌های پیشین دولت آمریکا، اتباع دوتابعیتی آمریکایی ایرانی و همچنین مخالفان ایرانی جمهوری اسلامی متهم شده است.

## فعالیت‌ها
سراج فعالیت خود را از دهه ۱۳۷۰ به‌عنوان بازجو آغاز کرد و مدتی بعد با نام مستعار علوی بازجوی ارشد سازمان اطلاعات سپاه پاسداران انقلاب اسلامی شد. او مسئول پرونده‌های فعالان سیاسی و دانشجویی در ایران بود و در «اخذ اعترافات اجباری از دانشجویان و تواب‌سازی از آن‌ها با اعمال فشار و شکنجه» نقش داشت.
پس از انتصاب سراج به عنوان سخنگو و معاون فرهنگ و ارتباطات دبیرخانه شورای عالی امنیت ملی در دی ۱۴۰۲، علی افشاری، فعال سیاسی، در مصاحبه‌ای با ایران‌اینترنشنال در خصوص بازداشت خود در آذر ۱۳۷۹، سراج را سربازجوی پرونده خود معرفی کرد. به گفته افشاری، سراج ناظر بر اعمال فشار و شکنجه او به دست بازجویان بود. افشاری در سال ۱۳۹۵ گفته بود که رضا سراج با نام مستعار علوی یکی از بازجویانی بوده که پس از حمله به کوی دانشگاه تهران (۱۳۷۸) «پروژه تواب‌سازی» دانشجویان دستگیر شده را هدایت می‌کرده است.
سراج سپس به سمت رئیس بسیج دانشجویی منصوب شد و پس از آن به عنوان تحلیل‌گر و عضو هیئت علمی دانشگاه، در رسانه‌های جمهوری اسلامی حضور داشت. به نوشته سایت دادگستر که با عنوان بانک اطلاعاتی «ناقضان حقوق بشر در ایران» شناخته می‌شود، سراج به عنوان رئیس بسیج دانشجویی در نقض حقوق بشر صورت گرفته در زمینه سرکوب دانشجویان در جریان اعتراضات ۱۳۸۸ مشارکت داشته است.
معاونت سیاسی قرارگاه ثارالله در تهران، ریاست سازمان بسیج دانشجویی، معاونت سازمان اطلاعات سپاه پاسداران، ریاست دانشکده پیامبر اعظم و دانشگاه جامع امام حسین، برخی دیگر از مسئولیت‌های او در سپاه پاسداران بود. سراج رئیس پیشین واحد ۴۰۰۰ یا معاونت ویژه اطلاعات سپاه بود که در سال ۲۰۱۹ تشکیل شد. او پس از افشای توطئه ترور یک اسرائیلی در قبرس برکنار شد و جواد غفاری که از سوریه اخراج شده بود، ریاست این واحد را برعهده گرفت. سراج همچنین به‌عنوان کارشناس مسائل استراتژیک در رسانه‌های اصولگرا مطلب می‌نوشت.
از سراج به عنوان یکی از بازجوهای حاضر در فیلم بازجویی و شکنجه فهیمه دری نوگورانی، همسر سعید امامی و یکی از فرماندهان واقعهٔ حملهٔ پنج‌شنبه سیاه اوین در فروردین ۱۳۹۳ یاد می‌شود. غلامرضا خسروی سوادجانی، زندانی سیاسی، پس از این حمله، در جریان یکی از ملاقات‌های خود با خانواده‌اش به آن‌ها خبر داد سربازجو علوی (سراج) به او گفته خودش حکمش را از سه سال حبس به اعدام کشانده است. این زندانی سیاسی اعلام کرد سراج او را تهدید کرده که حکم اعدامش به زودی اجرا می‌شود. او دو ماه بعد، در ۱۱ خرداد ۱۳۹۳ در زندان رجایی‌شهر کرج به دار آویخته شد.
او در دی ۱۴۰۲ به عنوان سخنگو و معاون فرهنگ و ارتباطات دبیرخانه شورای عالی امنیت ملی منصوب و جایگزین کیوان خسروی شد. سراج در خرداد ۱۴۰۲ به دلیل مشارکت در طرح ترورهای خارج از کشور، در فهرست تحریم‌های وزارت خزانه‌داری ایالات متحده آمریکا قرار گرفت.

## مرگ
در ۱۲ شهریور ۱۴۰۳ به دنبال انتشار گزارش‌هایی دربارهٔ وخیم بودن حال سراج، خبرگزاری فارس، وابسته به سپاه پاسداران، در گزارشی با رد این خبرها به نقل از نزدیکان او اعلام کرد تحت درمان است و وضعیتش تثبیت شده است. خبر درگذشت سراج پس از عمل جراحی تومور مغزی در ۳۱ شهریور همان سال منتشر شد. برخی فعالان مدنی و مدافعان حقوق بشر با بیان اینکه سراج با مرگش از محاکمه گریخت، یادآور شدند که مرگ او به معنای بسته شدن پرونده جنایت‌هایش نیست.

## پیونده به بیرون
- رضا سراج ، بسیجی ای که بازجو و تواب ساز شد